# Train d'enfer
Train d'enfer is een Franse film van Roger Hanin die werd uitgebracht in 1985.
Het scenario is gebaseerd op een waargebeurd feit dat voorviel in 1983 toen een 26-jarige Algerijn uit de trein Bordeaux-Ventimiglia werd gegooid.

## Verhaal
Op een bal in de buurt van Parijs breekt er een vechtpartij uit tussen Algerijnen en Fransen. De volgende dag nemen drie Franse herrieschoppers de TGV waar ze plaats nemen in een treincoupé met slechts één reiziger, een Maghrebijn. Duidelijk nog opgehitst door de gebeurtenissen van de avond voordien, beledigen ze de man en worden ze handtastelijk. De man probeert te ontsnappen maar de drie Fransen krijgen hem weer te pakken in de gang. Ze beginnen hem te mishandelen en gooien hem ten slotte door het venster naar buiten. Enkele reizigers waren getuige van de misdaad, maar ze durfden niet tussenkomen. Alleen Isabelle, een jonge vrouw, protesteerde maar ze werd hardhandig in bedwang gehouden. De misdadigers nemen straffeloos de benen. 
Commissaris Couturier beschikt enkel over de getuigenis van Isabelle om de moordenaars op het spoor te komen. Couturier ondervindt tegenwerking en heeft af te rekenen met een extreemrechtse partij die een racistisch klimaat creëert. Bovendien wordt Isabelle vermoord teruggevonden in een parking.

## Rolverdeling
| Acteur               | Personage             |
| -------------------- | --------------------- |
| Roger Hanin          | commissaris Couturier |
| Gérard Klein         | Salviat               |
| Christine Pascal     | Isabelle              |
| Robin Renucci        | Muller                |
| Fabrice Eberhard     | Lacombe               |
| Xavier Maly          | Le Goff               |
| Benoît Régent        | Jouffroy              |
| Didier Sandre        | Dalbret               |
| Henri Tisot          | Guilabert             |
| Béatrice Camurat     | mevrouw Salviat       |
| Karim Allaoui        | Karim                 |
| Sam Karmann          | Duval                 |
| Pascale Pellegrin    | Madeleine             |
| Nathalie Guérin      | mevrouw Guilabert     |
| Alain Lahaye         | Poli                  |
| Vincent Solignac     | Letellier             |
| Jacques Nolot        | Lancry                |
| Jean-Claude de Goros | de agent              |
| Hammou Graïa         | Habib Grimzi          |
| Farid Gazzah         | Medhi                 |
| Rabah Loucif         | Farid                 |